# 納塔內比河
41°54′50″N 41°46′01″E / 41.9140°N 41.7670°E

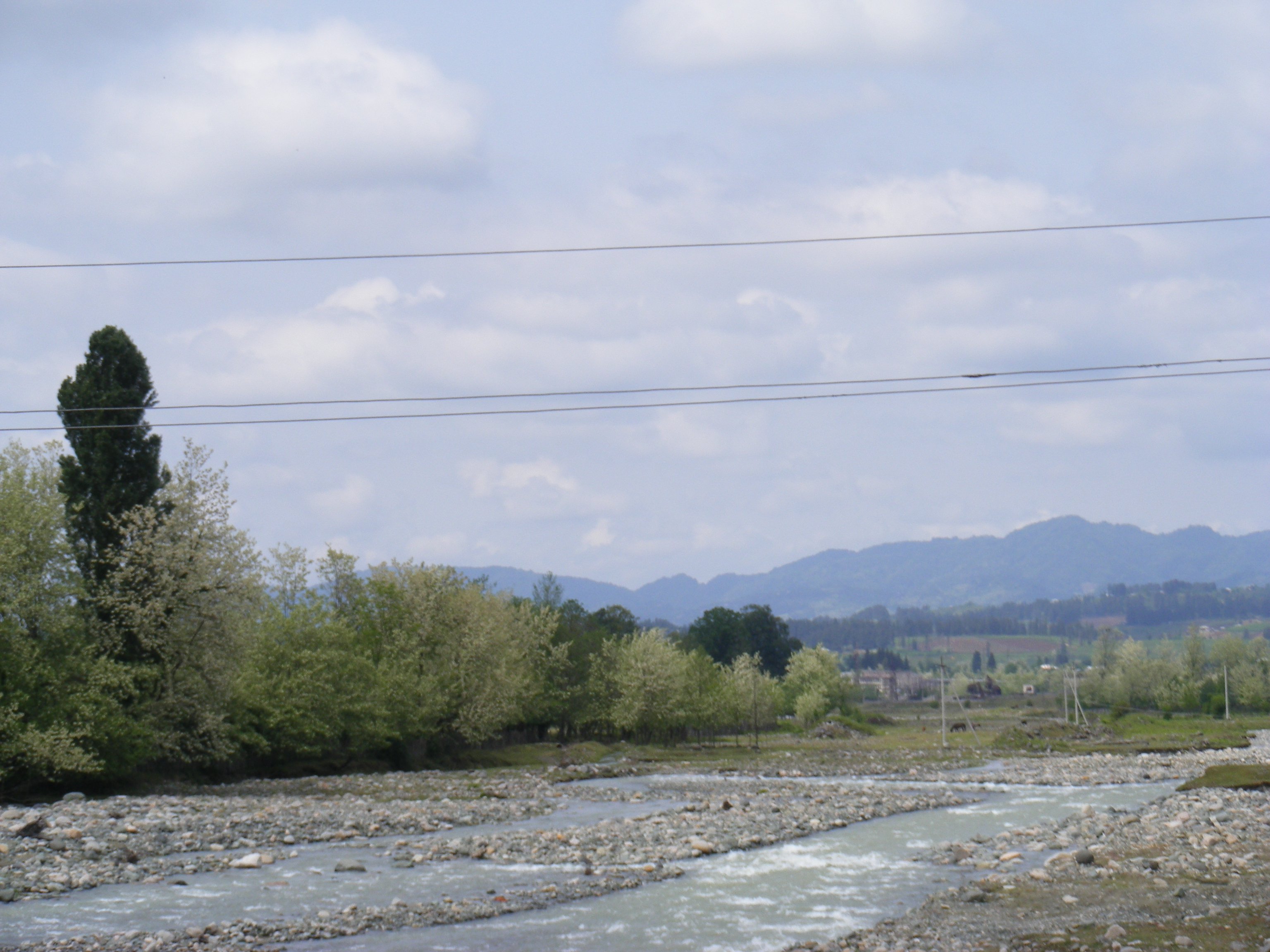

納塔內比河是格魯吉亞的河流，位於該國西部，流經古里亞大区，處於首都第比利斯以西250公里，河道全長60公里，流域面積657平方公里，最終注入黑海。